# Kritische Masse

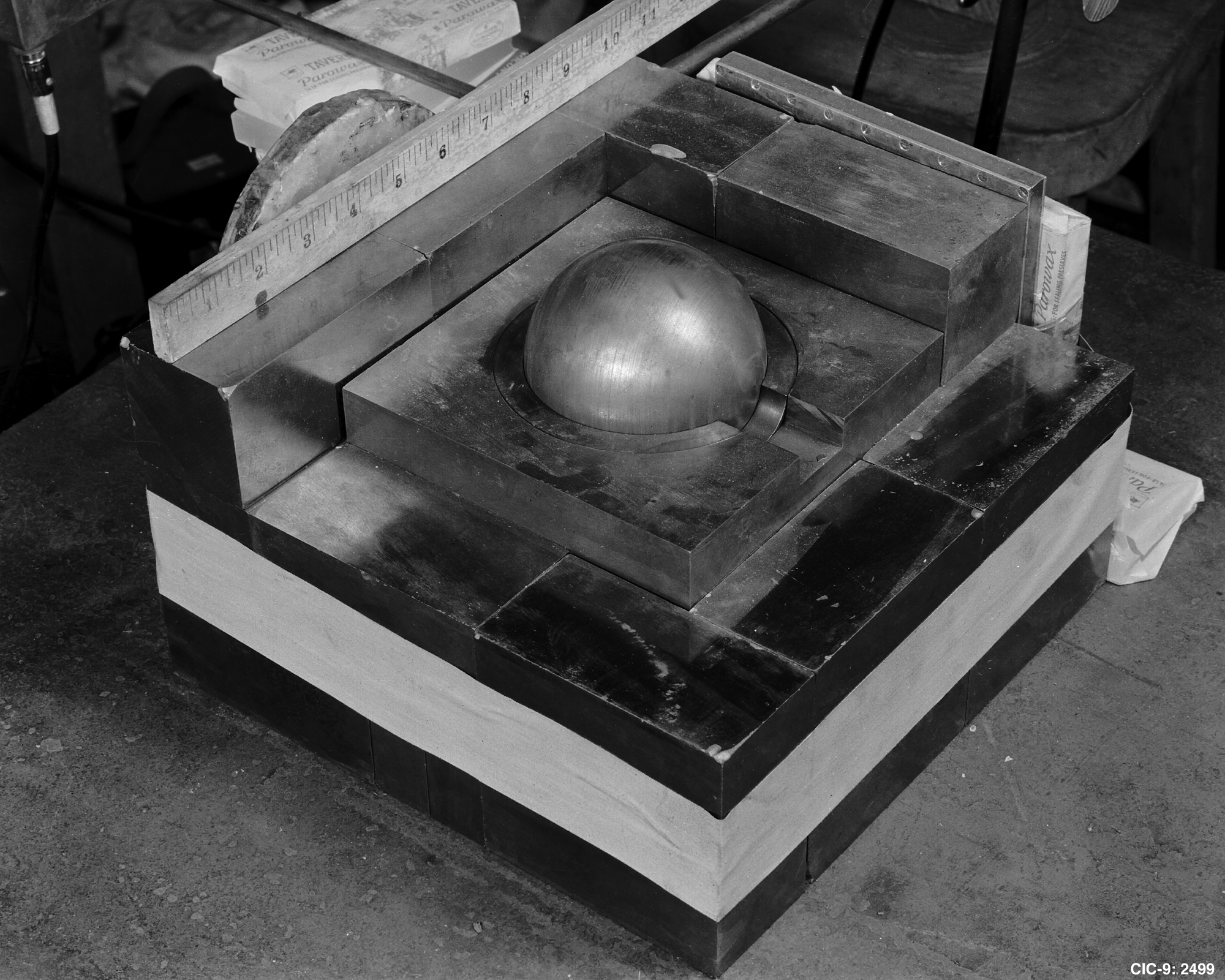
Plutoniumkugel (Modell), teilweise umgeben von Neutronen-reflektierendem Wolframcarbid

Kritische Masse bezeichnet in der Kernphysik und Kerntechnik die Mindestmasse eines aus spaltbarem Material bestehenden Objektes, ab der die effektive Neutronenproduktion eine Kettenreaktion der Kernspaltung aufrechterhalten kann.

## Allgemein
Eine Menge spaltbaren Materials besitzt dann die kritische Masse, wenn von den bei jeder einzelnen Kernspaltung freiwerdenden Neutronen durchschnittlich genau eines eine weitere Spaltung auslöst; die übrigen Neutronen verlassen das Objekt oder werden absorbiert, ohne eine weitere Spaltung auszulösen. Die Reaktionsrate ist also konstant, der Multiplikationsfaktor ist gleich 1 – man spricht von Kritikalität. Übersteigt die vorhandene Masse die kritische Masse, wird pro Spaltung durchschnittlich mehr als eine weitere Spaltung ausgelöst, so dass die Reaktionsrate ansteigt. Man spricht dann von einer überkritischen Masse. Analog bezeichnet man ein multiplizierendes Medium mit einem Multiplikationsfaktor unter 1 als unterkritisch.
Die kritische Masse hängt von verschiedenen Faktoren ab, hauptsächlich:
- dem verwendeten spaltbaren Material (Nuklid oder Nuklidgemisch),
- der Dichte und der Form des Objektes,
- der Anwesenheit von moderierenden oder Neutronen absorbierenden Substanzen
- und der Anwesenheit eines Neutronenreflektors um das Objekt.

Je höher die Dichte, desto geringer ist die kritische Masse. Die geringste kritische Masse wird benötigt, wenn das Objekt in Kugelform vorliegt. Bei anderen Formen als einer Kugel erhöht sich die kritische Masse, weil das Verhältnis von Oberfläche zu Volumen und damit der Neutronenverlust nach außen größer werden.
Ein Neutronenabsorber vergrößert die kritische Masse, ein Moderator oder ein das Objekt umgebender Neutronenreflektor verringert sie.
Tabellenmäßige Angaben der kritischen Massen verschiedener Nuklide beziehen sich in der Regel auf eine homogene unkomprimierte Kugel aus dem reinen Material ohne Reflektor. In folgender Liste sind diese mit der reflektierten und unreflektierten kritischen Masse für schnelle unmoderierte Systeme zusammengefasst. Wenn nicht anders vermerkt, stammen die Daten aus einer Zusammenstellung des französischen IRSN.
| Nuklid           | Kritische Masse (kg) | Kritische Masse (kg)    | Kritische Masse (kg)      | Quelle |
| Nuklid           | un- reflektiert      | reflektiert (20 cm H2O) | reflektiert (30 cm Stahl) | Quelle |
| ---------------- | -------------------- | ----------------------- | ------------------------- | ------ |
| Thorium-229      | 2839,00              | 2262,00                 | 994,00                    |        |
| Protactinium-231 | 580–9300 ?           | ?                       | ?                         |        |
| Uran-233         | 16,50                | 7,30                    | 6,10                      | [ 2 ]  |
| Uran-234         | 145,00               | 134,00                  | 83,00                     |        |
| Uran-235         | 49,00                | 22,80                   | 17,20                     | [ 3 ]  |
| Neptunium-235    | 66,20                | 60,00                   | 38,80                     |        |
| Neptunium-236    | 6,79                 | 3,21                    | 3,30                      |        |
| Neptunium-237    | 63,6–68,60           | 57,5–64,60              | 38,60                     | [ 4 ]  |
| Plutonium-236    | 8,04–8,42            | 5,00                    | 3,74–4,01                 |        |
| Plutonium-237    | 3,10                 | 1,71                    | 1,62                      |        |
| Plutonium-238    | 9,04–10,31           | 7,35                    | 4,70                      | [ 5 ]  |
| Plutonium-239    | 10,00                | 5,42–5,45               | 4,49                      | [ 2 ]  |
| Plutonium-240    | 35,7–39,03           | 32,1–34,95              | 18,3–22,60                |        |
| Plutonium-241    | 12,27–13,04          | 5,87–6,68               | 5,05–5,49                 |        |
| Plutonium-242    | 85,60                | 78,20                   | 36,2–48,10                |        |
| Americium-241    | 57,6–75,60           | 52,5–67,60              | 33,8–44,00                |        |
| Americium-242m   | 9–18,00              | 3,2–6,40                | 3–4,60                    | [ 4 ]  |
| Americium-243    | 50–209,00            | 195,00                  | 88–138,00                 | [ 4 ]  |
| Curium-242       | 24,8–371,00          | 17–260,00               | 7–231,00                  |        |
| Curium-243       | 7,4–8,40             | 2,80                    | 2,8–3,10                  |        |
| Curium-244       | 23,2–33,10           | 22,0–27,10              | 13,2–16,81                |        |
| Curium-245       | 6,7–12,00            | 2,6–3,10                | 2,7–3,50                  | [ 6 ]  |
| Curium-246       | 38,9–70,00           | 33,60                   | 22–23,20                  | [ 6 ]  |
| Curium-247       | 7,00                 | 3,50                    | 2,8–3,00                  | [ 6 ]  |
| Curium-248       | 40,40                | 34,70                   | 21,50                     |        |
| Curium-250       | 23,50                | 21,40                   | 14,70                     |        |
| Berkelium-247    | 75,70                | 41,20                   | 35,20                     |        |
| Berkelium-249    | 192,00               | 179,00                  | 131,00                    |        |
| Californium-249  | 5,91                 | 2,28                    | 2,39                      |        |
| Californium-250  | 6,55                 | 5,61                    | 3,13                      |        |
| Californium-251  | 5,46–9,00            | 2,45                    | 2,27                      | [ 7 ]  |
| Californium-252  | 5,87                 | 2,91                    | 3,32                      |        |
| Californium-254  | 4,27                 | 2,86                    | 2,25                      |        |
| Einsteinium-254  | 9,89                 | 2,26                    | 2,90                      |        |

Diese Daten sind größtenteils theoretisch errechnet. Experimentelle Daten liegen nur zu einigen Uran-, Neptunium- und Plutoniumisotopen vor. Die teils erheblichen Unsicherheiten erklären sich aus den nur unzureichend bekannten Wirkungsquerschnitten der einzelnen Nuklide. Auch scheinbar exakte Daten in dieser Tabelle sind mit großen Unsicherheiten behaftet. Es liegen widersprüchliche Daten vor, ob 231Pa eine Kettenreaktion aufrechterhalten kann. Auch für 228Th ist dies unsicher und kann anhand der bis heute (12/2008) öffentlich bekannten Daten nicht verifiziert werden. Entsprechend den Geometrien beziehen sich diese Daten auf schnelle Spaltungen. In wässriger Lösung kann die kritische Masse für einige Nuklide um mehr als eine Größenordnung gesenkt werden. Für die Nuklide 248Bk, 248Cf, 252Es und 258Md liegen keine evaluierten Daten vor. 257Fm ist in der Lage, eine Kettenreaktion aufrechtzuerhalten, Daten zur kritischen Masse liegen aber nicht vor.

## Sicherheit
Im Umgang mit spaltbarem Material versucht die nukleare Kritikalitätssicherheit einen wichtigen Beitrag zur Sicherheit zu leisten. Sie ist integraler Bestandteil einer Sicherheitsstrategie zum Schutz der Menschen in Organisationen und Einrichtungen (Anlagen), die mit spaltbarem Material arbeiten. Die Handhabung, z. B. chemische Prozessierung oder Bearbeitung, von spaltbarem Material außerhalb eines Kernreaktors, unterliegt strengen Sicherheitsregeln und -vorgaben. Dies betrifft auch ausgediente Kernbrennstoffe. Eine Reihe von Sicherheitsvorschriften und Gesetzgebungen existiert zu dem Thema (vgl. DIN 25403, KTA 3107, ANSI/ANS-8.1).
In der Vergangenheit kam es zu (auch tödlichen) Unfällen ausgelöst durch Leistungsexkursion. Dabei spielte der nicht fachgerechte Umgang, speziell mit angereichertem Uran oder Plutonium, eine entscheidende Rolle.

oben: Kugel aus spaltbarem Material ist unterkritisch.
Mitte: Durch Vergrößern des Volumens wird das Verhältnis von Oberfläche zu Volumen kleiner und damit auch der Neutronenverlust pro Volumeneinheit. Die Kugel wird bei einer bestimmten Masse kritisch (siehe Tabelle).
unten: Durch Umhüllen des spaltbaren Materials mit einem Neutronenreflektor wird es überkritisch.

## Kernwaffen
Bei einer Kernwaffe werden zwei je für sich unterkritische Teilstücke, oder auch z. B. eine unterkritische Hohlkugel, mit Hilfe eines chemischen Sprengsatzes zu einer prompt überkritischen Masse zusammengefügt. Um dabei mit möglichst kleinen Spaltstoffmengen auszukommen, werden verschiedene Techniken eingesetzt:
Kompression
Durch die chemische Explosion wird das Material sehr schnell zu einer Kugel komprimiert, so dass die Dichteerhöhung zur kritischen Masse führt.
Neutronenreflektor
Durch einen Neutronenreflektor kann die kritische Masse herabgesetzt werden. Das Gesamtgewicht einer solchen Konstruktion ist jedoch verhältnismäßig hoch.

## Kernreaktoren
Auch ein Kernreaktor enthält je nach Größe ein Vielfaches der kritischen Masse an Spaltstoff. Der Spaltstoff ist jedoch räumlich verteilt angeordnet und mit anderen Materialien durchsetzt, z. B. mit nicht spaltbaren Nukliden, Hüllrohren, Kühlmittel, Neutronen-Absorbermaterial – allerdings auch mit Moderatoren. Eine unkontrollierte Kritikalität wird hier durch mehrere voneinander unabhängige Sicherheitseigenschaften und -einrichtungen verhindert, die entweder durch Entzug des Moderators oder durch Einbringen von Absorbern – letzteres insbesondere durch die in den sogenannten Steuerstäben enthaltenen Cadmium- oder Borverbindungen – den Reaktor unterkritisch machen können. Auch wird mittels der Steuerstäbe bei Leistungsreaktoren und den meisten Forschungsreaktoren die zum Betrieb nötige verzögerte Kritikalität eingestellt.
Dennoch spielt das mögliche Zustandekommen einer kritischen Masse im oben beschriebenen Sinn, also einer genügend großen kompakten Ansammlung von reinem Spaltmaterial, bei der Vorsorge gegen schwere Unfälle mit Kernschmelze eine Rolle. Neuere Reaktorentwürfe haben einen Core-Catcher (Kernfänger) zum Auffangen des Coriums, der auch die Rekritikalität unterbinden muss, also die unbeabsichtigte neue Entstehung einer kritischen Masse bei eventueller Anwesenheit von Moderatoren aus dem beschädigten Reaktorkern.